# 汕头市金山中学
汕头市金山中学位于中国广东省汕头市礐石风景区，占地10.7万平方米。现有高中班63个，学生约3600人，专任教师210人。该校于2006年6月通过了广东省示范性普通高中初期督导评估，并于次年10月通过了广东省普通高中教学水平评估以及广东省示范性普通高中督导验收确认。

## 校史

### 1877年－1911年
1877年(清光绪三年)，潮汕总兵方耀斥巨资，在潮州著名绅士郭廷集的主持下，在潮州金山顶建成了金山书院。书院开办伊始，被定位为潮州府所辖官学中最高学府。据现有资料，1901年，书院送去参加当年乡试的生员中，中举者有二十八人，列全省第一。因此在社会上享有很高声誉。
1887年12月，两广总督张之洞在巡视潮州期间视察了书院，倡议辟建金山藏书楼。1903年，金山书院改制为潮州中学堂，温仲和任学堂总教习，对教学内容和教学方法进行了改革。在学堂开设算学、外语和体操等课程。1904年－1908年，潮州中学堂内还开办过培养小学堂教习的师范学堂。这种中西结合的教育方式，属岭东地区开先河的举措。

### 1912年－1923年
1912年，学校改名为广东省立潮州中学校，学制为4年；1913年，又更名为广东省立潮州金山中学校。五四运动期间，学生余心一被选为潮州学生救国联合会会长。1921年春，张竞生任校长，推行了一系列的教育改革措施(由于触犯了当地豪绅的利益以及鲜明的反传统改革，导致张竞生被排挤，最终辞去校长职务并到北京大学开始教授哲学)。1921年，李春涛受张竞生的聘任，担任学校学监。李春涛创办并主编《金中月刊　进化》，宣扬社会主义学说；并与张竞生排除各方阻力，于1921年9月经考试招收了8名女生。1921年9月底，张竞生辞去校长职务，李春涛代行校长职权，继续推进改革。1922年，国民政府又对中学学制进行改革，将普通中学实行三三分段学制，把中学分为初中和高中两个阶段。学校实行初中、高中各三年的学制。

### 1923年－1949年
1923年，学校改称广东省立第四中学。1925年11月13日国民政府领导人蒋中正、俄国高等军事顾问罗茄觉夫将军、秘书长邵力子等十余人参观了省立第四中学。蒋中正给师生做了《学生是学校的主人》的报告。1935年，学校改名为广东省立金山中学。1938年8月31日，日本战机空袭潮安，金山顶校区被轰炸。师生被疏散到凤塘镇淇园村，借智勇学校上课。1939年6月下旬起金中暂时停办。
1940年底，广东省政府决定复办金山中学，任命詹昭清为校长。1941年春，金中在潮州凤凰宣布复办。1945年12月31日从凤凰迁回潮州城，借开元寺为临时课堂上课。1949年夏，高中部才从开元寺搬回金山顶新建成的教学大楼上课。1949年12月25日，潮汕地委派专署文教科科长黄贻嘉为中共军事代表，接管金中。学校定名为广东金山中学，把12月25日定为校庆日(后改为每年的4月7日)。

### 1950年－1978年
金中教师许志修将大型革命话剧《白毛女》改编为潮汕方言歌剧，由师生担任导演，演员，并于1950年1月1日在金中演出。春节期间，剧组到潮安各区巡回演出，受到当地群众的欢迎。1951年9月，学校被广东省文教厅指定为推行《中学暂行规程》和“劳卫制”试行单位。
1952年9月初，粤东办事处作出决定，将金中迁到汕头礐石，与汕头市私立礐光中学合并，校名仍为“广东金山中学”，金中接收原礐光中学全部校产。9月24日，合并后的新金中正式开学。1955年7月，学校停办初中部，因此更名为“广东金山高级中学”。1959年广东省委第一书记陶铸视察金中时说：“金中一贯是‘金’的，你们要千方百计提高教学质量，尽快在升学率上打个翻身仗。”
1966年6月，中国大陆开始“文化大革命”，学校停止面向各县办理招生。1966年9月，学校改称“广东红岩中学”。1969年12月，学校改名为汕头市第十三中学。1978年12月，学校定名为“汕头市金山中学”。

### 1979年－2007年
1984年秋开始，学校恢复向汕头地区所辖各县招生。1985年6月，广东省长叶选平视察金中后，拨款30万元建设金中的供水设施。1993年底，学校被评定为广东省一级学校。自1996年起，学校于每年4月份校庆前后，用一周的时间举行“创造节”；至2008年，学校已举办了13届创造节。1997年起，每年12月底举办“教学研究开放周”活动。2003年，金中与汕头市濠江区金易园有限公司合作，创办了民办学校性质的金山中学南区学校(简称金中南校)。2004年，汕头市政府把汕头市公安干部学校原址划归金中，作为金中的西校区，后作为学生宿舍。金中2006年6月通过广东省示范性普通高中初期督导评估，2007年10月以优秀成绩通过广东省普通高中教学水平评估及广东省示范性普通高中督导验收确认。2007年,学校举行130周年校庆活动，并发行校史册；中国大陆著名学者，金中校友(1930年-1931年就读)饶宗颐题辞“教被东南”四字赠与金中一百三十周年纪念；“教被东南”亦作为校史册名称。

### 2008年－2025年
在新时期，金中注重传承优秀办学传统与开创现代教育相结合，形成了“传承、创造、求真、共进”的办学理念，以“严谨、朴实、勤奋、进取”为校训，发扬“继往开来，勇攀高峰”的学校精神，树立“创一流业绩，树一流品牌，建一流名校，育一流人才”的办学目标，打造以“生存教育、情感教育、创造教育、专能教育”为核心内容的特色教育工程。
而自从新课程实施以来，学校通过调整教育结构、整合教育资源、创新教育内容、改革教育方法，确立“全体发展、全面发展、全程发展”的办学宗旨，提出了“体验快乐、激发潜能、发展个性”的教学理念，开创了教学改革的新局面。常规教学一直保持高质量，高考成绩连续多年名列全省前茅。
2011年下半年，仲和堂（原大礼堂）落成。2012年下半年，小礐石校区、人行天桥投入使用。小礐石校区建设工程包括第一教学楼（可容纳20个班级）、体艺馆和相应配套设施。人行天桥连接了学校教学区和田径场。

## 社团
金山中学现有27个社团。
| 社团名称           | 成立时间 | 发展定位                                                                                                   |
| ------------------ | -------- | --- |
| 学生自我管理委员会 | 1998年   | 锻炼学生自我管理能力，提升学生自我督促意识，培养学生自我规划水平。                                         |
| 学生卫生检查委员会 | 2001年   | 宣传环保理念，打造绿色校园。                                                                               |
| 学生膳食委员会     | 2006年   | 真诚管理，文明用餐好秩序；严谨监督，食品安全严保障；积极传播，推广普及健康饮食。                           |
| 红十字会           | 1996年   | 开展技能培训，组织爱心活动，培养社会责任感，传播正能量。                                                   |
| 彩虹心灵驿站       | 2014年   | 运用心理学知识，培养积极乐观的人生态度，提升幸福感。                                                       |
| 峥嵘文学社         | 1987年   | 走进文学，体会文字背后的感动，发掘文字深层的内涵。                                                         |
| 寒冰文学社         | 1995年   | 搭建兼容并蓄的多元创作平台，培养健康高尚的审美情趣。                                                       |
| 书声刊社           | 1997年   | 倡导“乐学、深研、创新”理念，通过主题活动，增进学习交流，促进多元发展。                                     |
| 致远学思社         | 2014年   | 锻炼学生思维分析、口头表达能力，培养学生批判性、辩证性等创新思维。                                         |
| 学生新闻社         | 1997年   | 培养观察能力，做善于沟通的新闻人；关注校园内外，做严谨高效的校园传媒。                                     |
| 学生广播站         | 1979年   | 播金中人自己的声音，开阔视野，锤炼表达，活跃氛围。                                                         |
| 学生舞蹈社         | 1998年   | 凝聚专业与美感、活力与创新的富有艺术表现力的团队，传承民族传统，融汇现代潮流，搭建兼容并蓄的艺术交流平台。 |
| 虎踪灯谜社         | 1997年   | 推广灯谜与棋类活动，弘扬传统文化精粹，促进学生智力发展。                                                   |
| 墨缘书法社         | 2014年   | 传播书法文化，弘扬传统精神，培养人文情怀。                                                                 |
| 金中剧社           | 2015年   | 热爱话剧，走进话剧，源于生活，高于生活                                                                     |
| 音乐社             | 2015年   | 学音乐知识，怀音乐梦想，集中西精粹，聚古今韵律，响摇滚电音，展美妙歌喉，奏华丽乐章。                       |
| 飞扬足球队         | 1994年   | 体验绿茵激情，铸造团队精神。                                                                               |
| 求知排球队         | 1995年   | 让“不抛弃、不放弃”的精神成为每一个求知人都具备的素质，校园因求知而有活力，人生因求知而更精彩。             |
| 蓝风篮球队         | 2003年   | 立足基本功训练，打造一支注重团队合作与战术快速运转的队伍。                                                 |
| 炫影乒乓球队       | 2003年   | 彰显乒乓特色，培养敏捷思维弘扬国球精神。                                                                   |
| 羽翔羽毛球队       | 2004年   | 培育“亮剑精神”塑造，促进群众性体育运动文化发展。                                                           |
| 流星毽球队         | 2006年   | 以球会友，让毽球成为大家共同的爱好。                                                                       |
| 天枢天文社         | 2013年   | 汇聚天文精英，认知学科前沿，拓展空间探索，培养创新能力，提高科研水平，推动天文发展。                       |
| 超越科技创新社     | 2014年   | 搭建科技创新活动交流平台，培养学生创新精神和实践能力，为社会发展培养优秀科技创新型后备人才。               |
| 冷浪漫科学会       | 2015年   | 鼓励学生去了解当今世界最前沿科学领域，让学生在参与社团活动的过程中锤炼演讲才能。                           |
| 硕洞校史社         | 2015年   | 探寻金中历史，传承金中精神。                                                                               |
| 博弈经济社         | 2015年   | 普及经济学和商业知识，提升学生的学术研究水平，培养学生的创造力和领导力。                                   |

## 著名校友
- 蔡翘(1897-1990)，字卓夫，生理学家，广东揭阳人，1917年毕业于潮州金山书院。蔡翘在甲状旁腺、感受器、肝糖元异生机制等方面深入研究，1925年发现了视觉与眼球运动的中枢部位，国际生理学届命名为“蔡氏核区”；并开创了中国的军事劳动生理学、航太航空医学和航海医学等研究领域，是中国航空航海生理科学的奠基人。[4]
- 郭任远(1898-1970)，广东潮阳(现属潮阳区铜盂镇)人，就读潮州金山中学时期不详。曾任复旦大学代校长，浙江大学校长，在学术上被认为是中国心理学奠基人。[5]
- 戴平万(1903-1945)，广东潮安人，左联作家，左联领导人之一。[6]
- 梅益(1913-2003)，广东潮安人，1926年至1930年就读于金山中学。曾任中央广播局局长，中国大百科全书出版社社长兼总编辑；翻译作品有《西行漫记》、《钢铁是怎样炼成的》等，是中国大陆新闻和出版界德高望重的领导人。[7]
- 饶宗颐(1917－2018)，字固庵、伯濂、伯子，号选堂，生于中国广东省潮安县，1930年至1931年就读于金山中学，是蜚声国际的国学大师、汉学家，在中国研究、东方学及艺术文化多方面成就非凡。学术界称他为“国际瞩目的汉学泰斗”、“整个亚洲文化的骄傲”，获得过香港特别行政区政府授予的大紫荆勋贤称号。[8]